# Albatros D.V
Albatros D.V byl německý jednomístný dvouplošný stíhací letoun používaný během první světové války, vyráběný firmou Albatros Flugzeugwerke.

## Vývoj
Idflieg projevil zájem o vylepšení letounu Albatros D.III a objednal vývoj nového typu v dubnu roku 1917. Jelikož označení D.IV obdržel experimentální vývojový letoun, přímý následovník D.III byl pátým Albatrosem kategorie „D“. D.V měl nový trup s eliptickým průřezem, který zredukoval rovné plochy trupu svého předchůdce. Větší oválné svislé ocasní plochy byly převzaty z verze D.III vyráběné pobočkou Ostdeutsche Albatros Werke. Křídla zůstala téměř stejná, jen horní se přiblížilo k trupu o deset centimetrů a dolní bylo zavěšeno bez přechodových krytů. Přepracováno bylo také lanové vedení řízení křidélek. První exempláře měly velkou opěrku hlavy, kterou však piloti obvykle odstranili, protože překážela ve výhledu směrem dozadu. Díky konstrukčním úpravám konstruktéři dosáhli úspory hmotnosti 50 kg.

## Na frontě
První stroje se dostaly na frontu v květnu 1917 a okamžitě se projevily trvající problémy s dolním křídlem. Někteří piloti dokonce tvrdili, že je na tom D.V po stránce pevnosti dolního křídla hůře než jeho předchůdce, navíc nový typ přinášel jen malé zlepšení výkonů. Tyto skutečnosti měly za důsledek strach frontových pilotů na tomto stroji vůbec létat. Manfred von Richthofen odsoudil Albatros D.V jako „zastaralý“ či „směšně zaostalý“ ve srovnání s nepřátelskými stíhacími letouny jako Sopwith Camel nebo S.E.5a. Nicméně 400 strojů bylo v květnu 1917 objednáno a v červenci dalších 300.

## Další vývoj

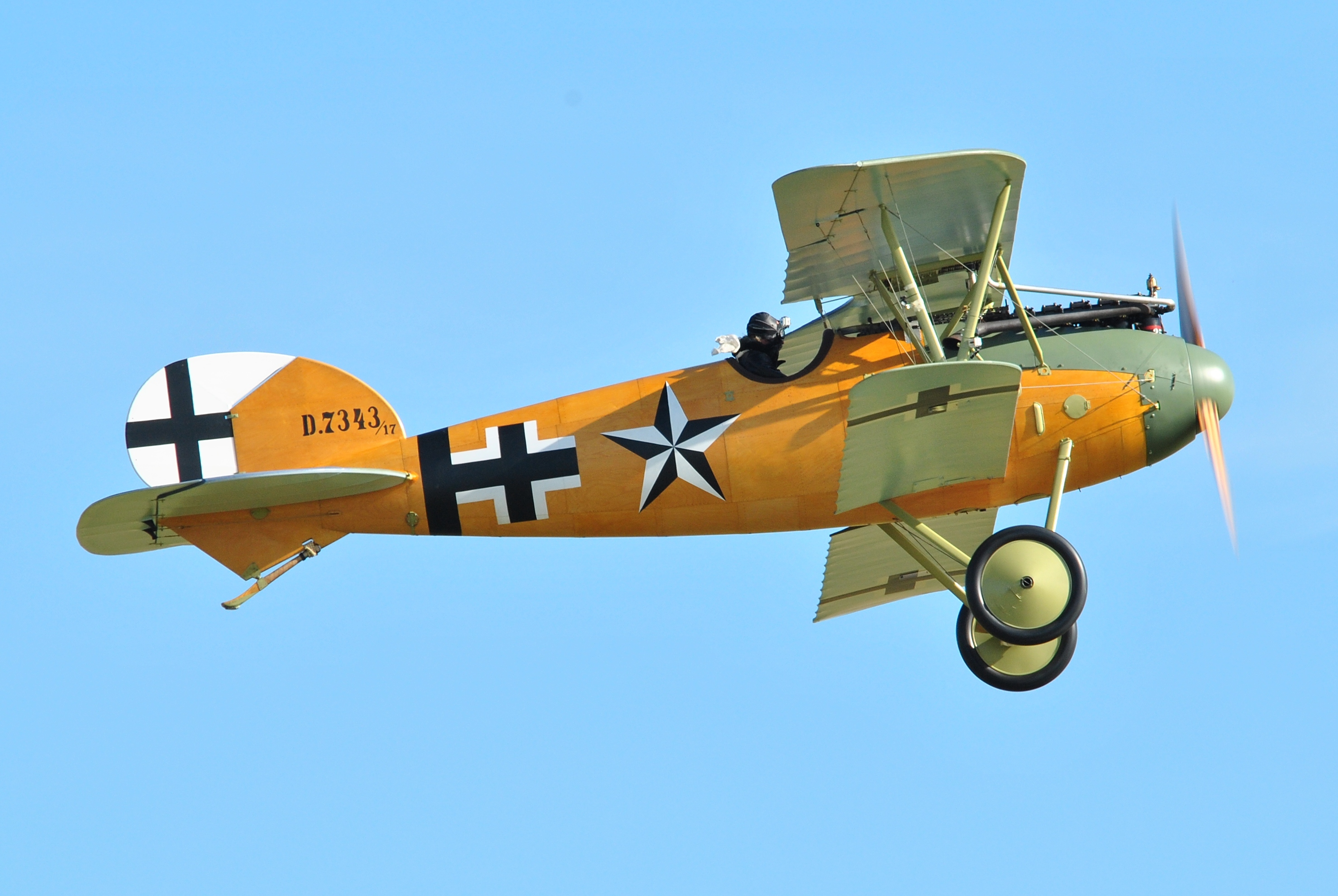
Replika stroje Albatros D.Va

V říjnu roku 1917 byla zahájena výroba varianty D.Va s původním lanovým řízením křidélek z D.III, které zajišťovalo lepší odezvu v řízení. Křídla z letounů D.III a D.Va byla v podstatě zaměnitelná. Díky pokračujícímu úsilí vyřešit trvající problém s vibracemi dolního křídla dostal jeho hlavní nosník kovové vyztužení, závěsy mezikřídlových vzpěr byly také posíleny. Tyto modifikace samozřejmě vedly k zvýšení hmotnosti letounu.
Zatímco bylo nejvíce strojů D.V vybaveno motorem Mercedes D.IIIa o výkonu 170 k (127 kW), pozdější D.V i všechny D.Va poháněl motor Mercedes D.IIIaü s vysokým kompresním poměrem a výkonem 180 k (134 kW).
Typ D.Va byl posledním vývojovým letounem firmy Albatros vycházející z typu D.I a také posledním typem dodaným Albatrosem armádě během první světové války. Navzdory známým nedostatkům a celkové zastaralosti bylo továrnami Albatros a OAW vyrobeno přibližně 900 strojů D.V a 1612 strojů varianty D.Va. Ještě v květnu roku 1918 bylo na západní frontě používáno 131 D.V a 928 D.Va. Poté, když byla výroba tohoto typu ukončena jejich počet výrazně klesal a byl postupně nahrazován novým moderním letounem Fokker D.VII. Albatrosy se však na frontě používaly až do uzavření příměří.

## Dochované exponáty

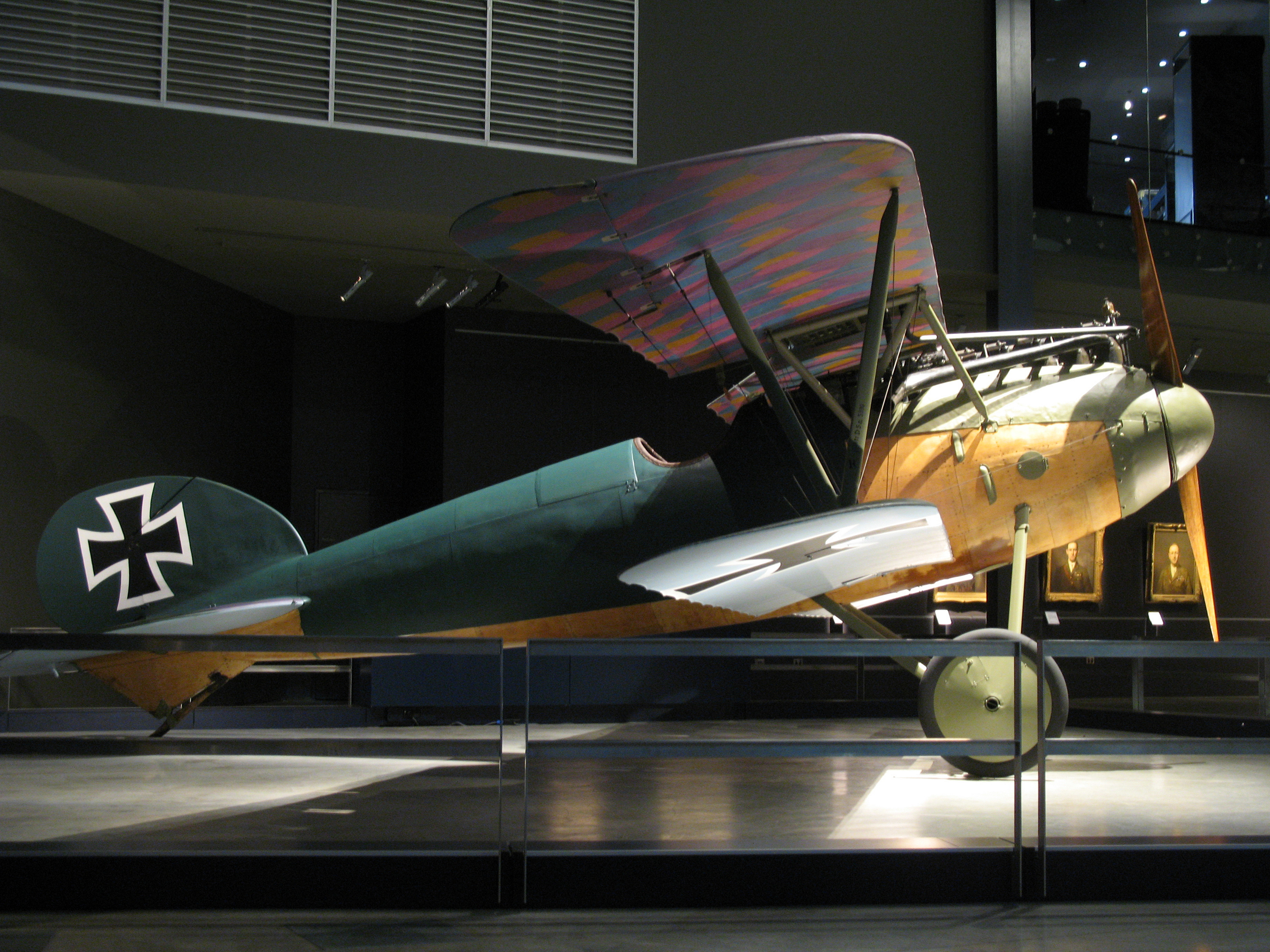
D.Va (s. č. D.5390/17), Australian War Memorial, Canberra

V současné době je možné spatři dva dochované exepláře Albatros D.Va v National Air and Space Museum ve Washingtonu a další v Australian War Memorial v australském městě Canberra.

## Varianty

### Albatros D.V
- Původní varianta s motorem Mercedes D.IIIa o výkonu 170 k (127 kW].

### Albatros D.Va
- Vylepšená varianta s motorem Mercedes D.IIIaü o výkonu 180 k (134 kW).
- Zesílen hlavní nosník dolního křídla a závěsy mezikřídelních vzpěr.

## Uživatelé
- Československo, Německo, Polsko, Rakousko-Uhersko

## Specifikace (D.Va)

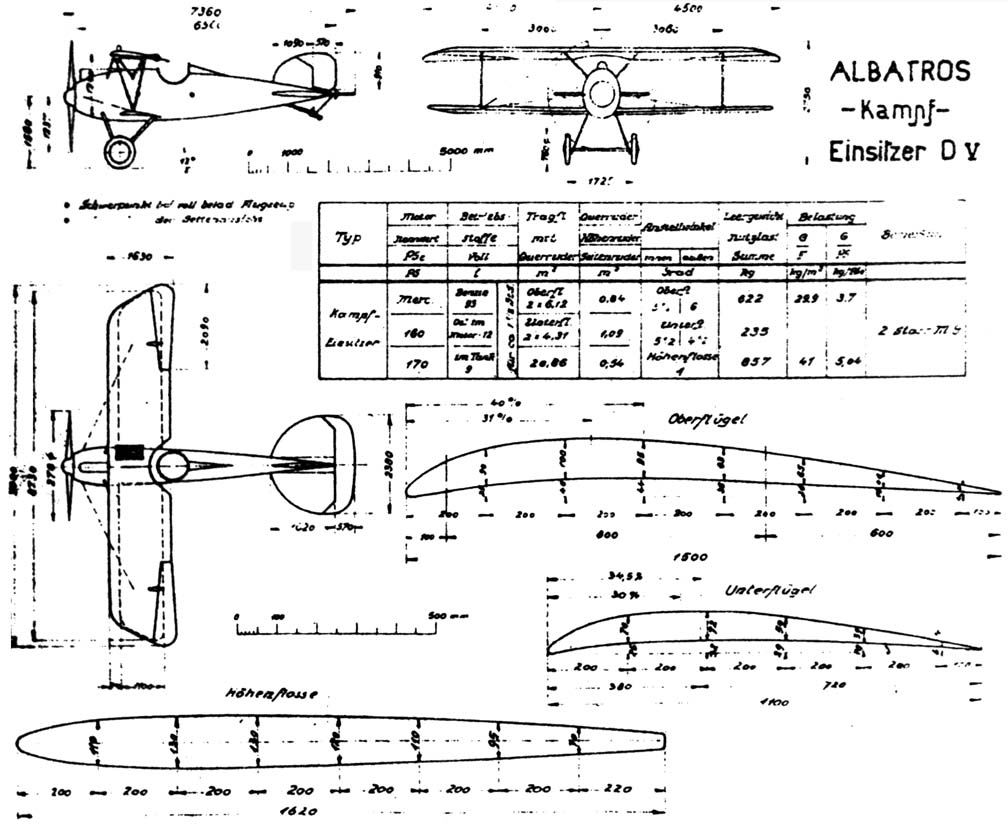
Albatros D.V

### Technické údaje
- Posádka: 1 pilot
- Délka: 7,33 m
- Rozpětí: 9 m
- Výška: 2,7 m
- Plocha křídel: 21,2 m²
- Prázdná hmotnost: 717 kg
- Vzletová hmotnost : 937 kg
- Pohonná jednotka: 1× řadový kapalinou chlazený Mercedes D.IIIaü
- Výkon pohonné jednotky: 180 k (134 kW)

### Výkony
- Maximální rychlost: 188 km/h
- Dolet: 2 h
- Stoupavost: 1000 m / 4:20 min

### Výzbroj
- 2× synchronizovaný kulomet LMG 08/15 (Spandau) ráže 7,92 mm

## Galerie

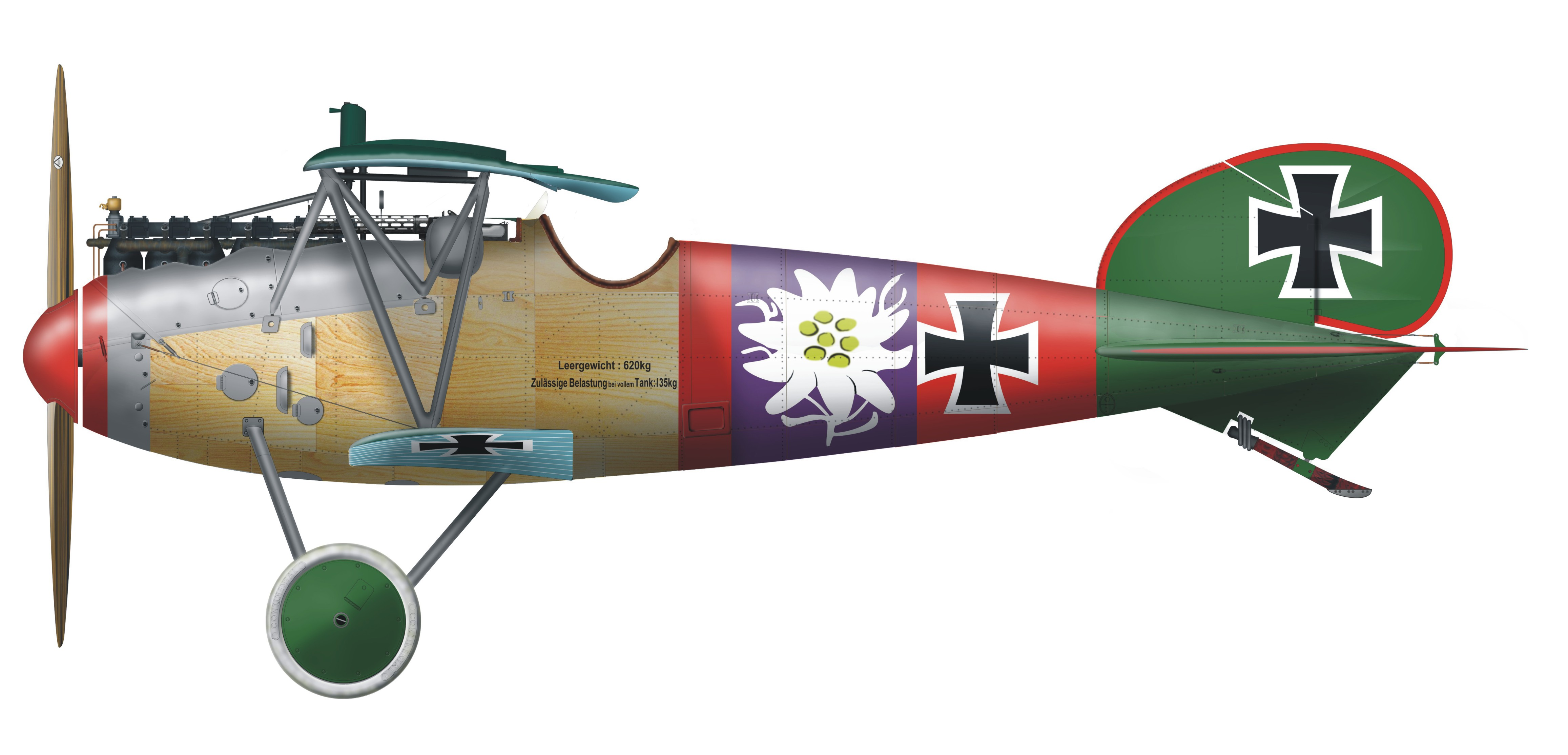
Albatros D.V náležící Paulu Bäumerovi, z Jagdstaffel 5
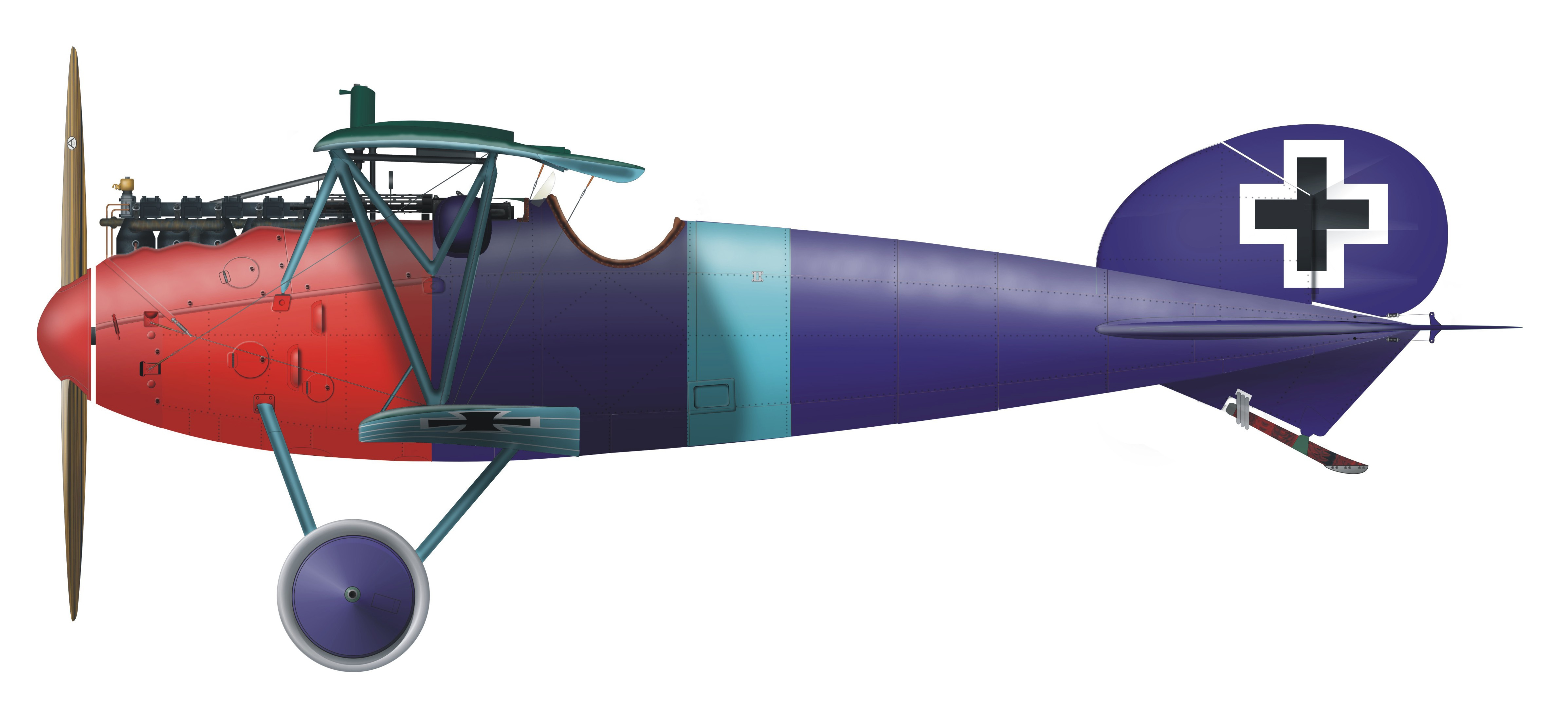
Albatros D.V z Jagdstaffel 15 jaro 1918, poručík Dingel
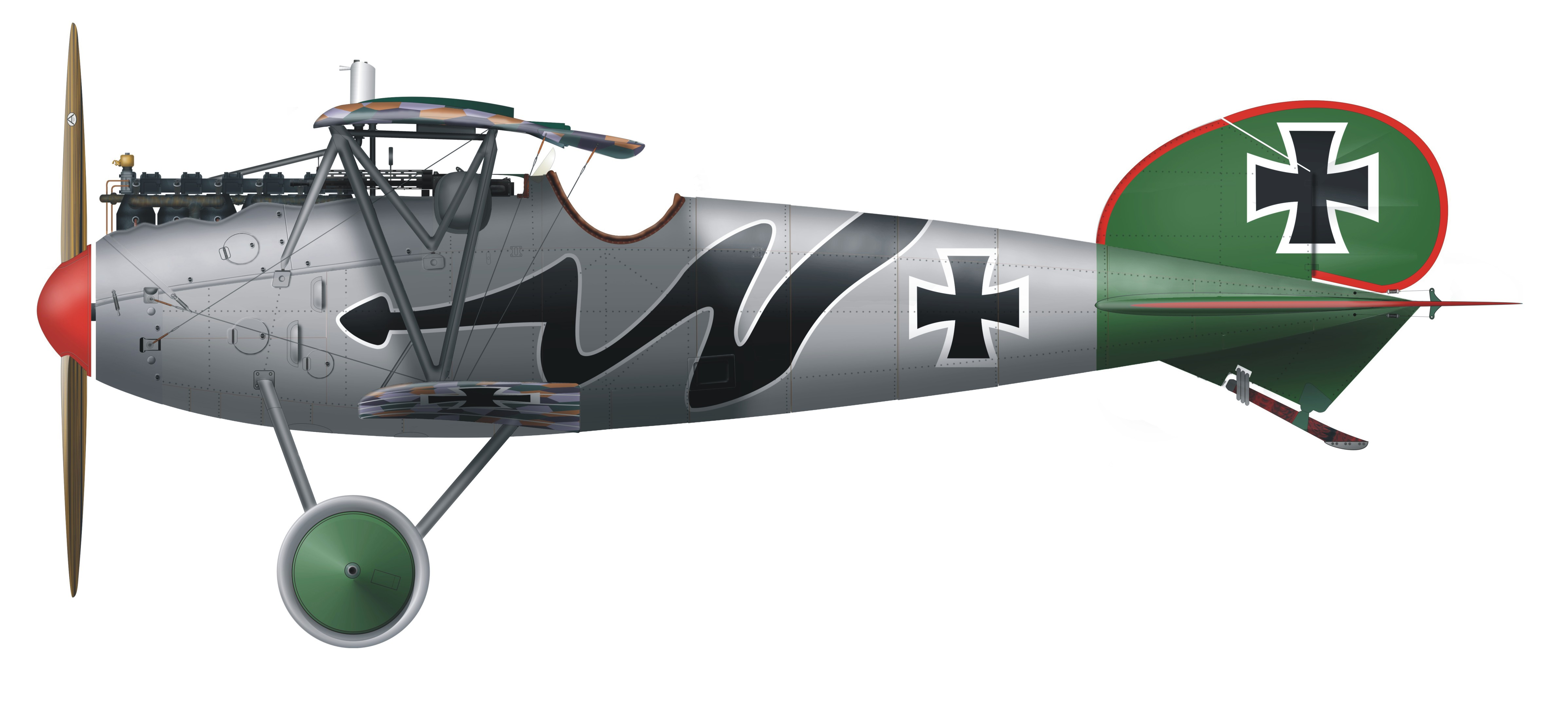
Albatros D.Va, Hans von Hippel, Jagdstaffel 5
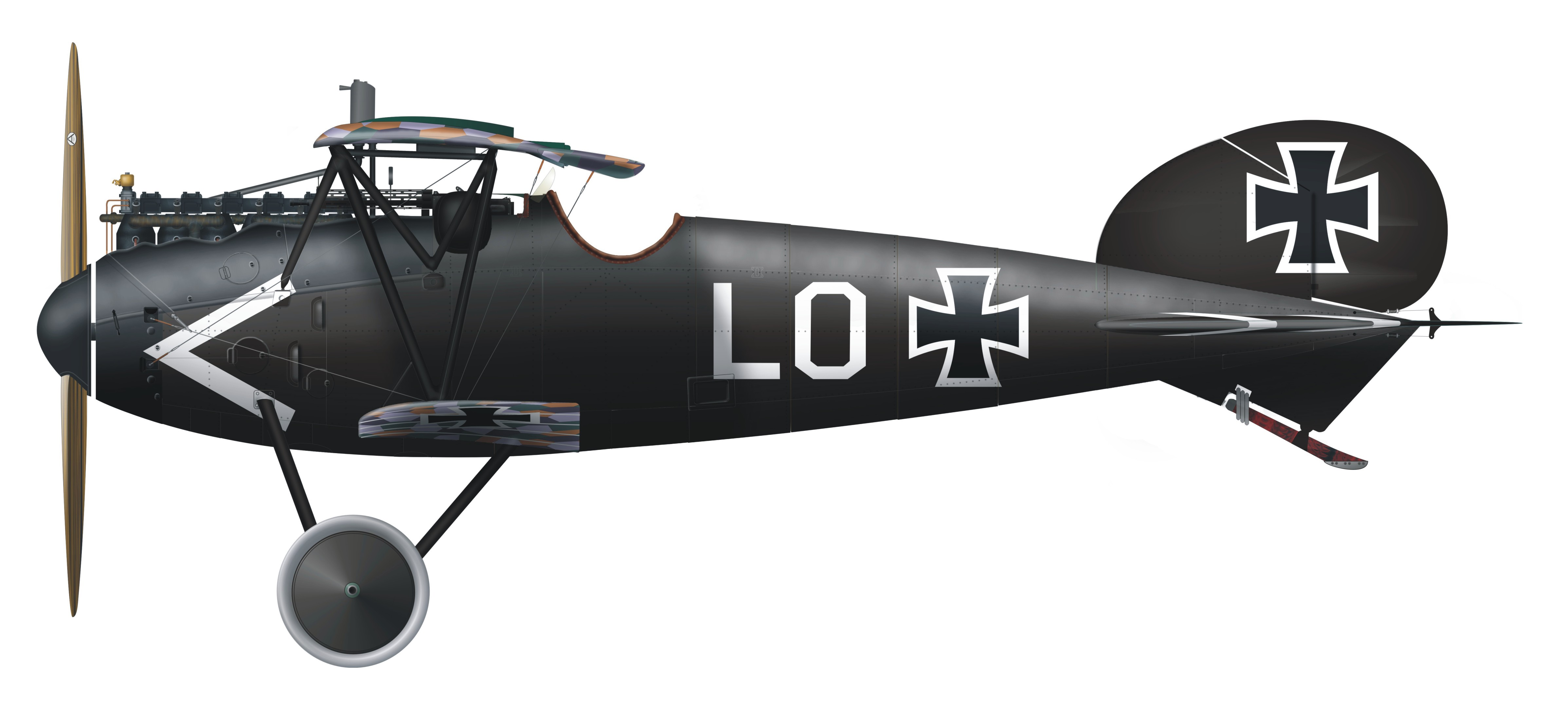
Albatros D.Va, Ernst Udet, Jasta 37
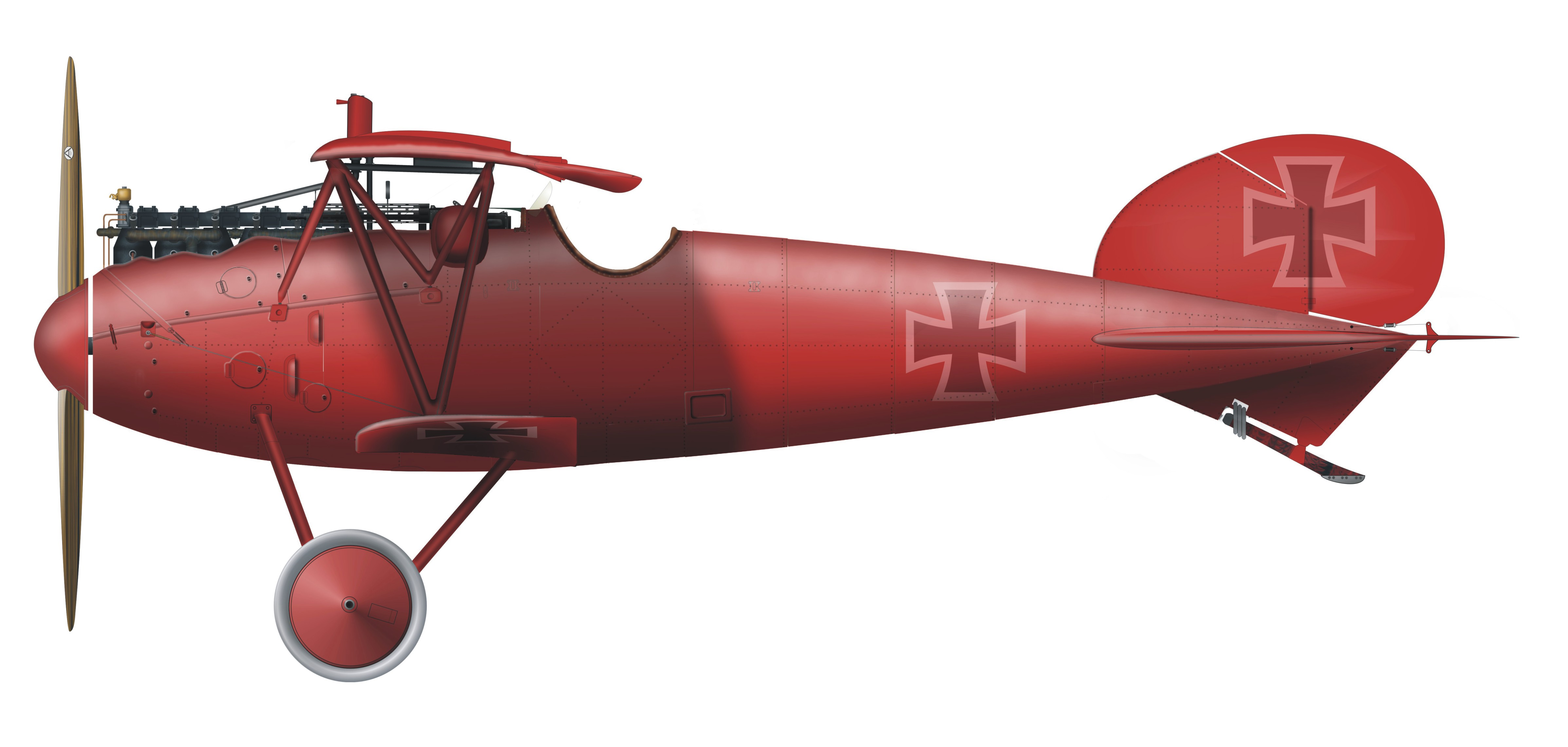
Rudý Albatros D.V lídra JG I, Manfreda von Richthofen.
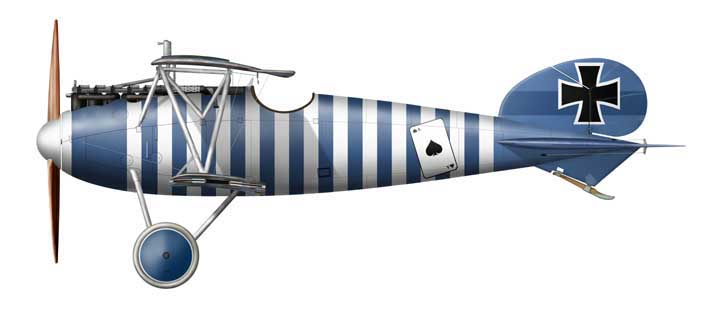
Albatros D.Va z Jasta 79b, poručík Hans Böhning, jaro 1918